# Joseph Millson
Joseph Robert Millson es un actor inglés, más conocido por sus numerosas participaciones en teatro y por haber interpretado a Sam Morgan en la serie Peak Practice y a Luc Hemingway en la serie Holby City.

## Biografía
Entrenó en el Rose Bruford Acting School.
En 1997 comenzó a salir con la cantante y actriz Caroline Fitzgerald, con quien se casó 1999 y tuvo una hija, Jessica Millson, y un hijo. Más tarde la pareja se divorció en 2011.
En 2012 comenzó a salir con la actriz Michelle Dockery; sin embargo, después de cinco meses, la relación terminó. Joseph comenzó a salir con la actriz inglesa Sarah Jane Potts; la pareja se comprometió y se casaron en el Año Nuevo de 2013.

## Carrera
Joseph ha aparecido como invitado en series como Ashes to Ashes, Survivors, The Sarah Jane Adventures, Midsomer Murders, New Tricks, ShakespeaRe-Told y Doctors, entre otras.
En 2002 apareció como invitado en la exitosa y aclamada serie británica EastEnders, donde interpretó a Jason James. En 2006 obtuvo el papel del agente del MI6 Carter en la película Casino Royale. En 2008 obtuvo un pequeño papel en la película Telstar: The Joe Meek Story. En 2009 apareció en la obra de teatro Every Good Boy Deserves Favour.
En 2011 se unió al elenco de la serie médica británica Holby City, donde interpretó al doctor de trauma Luc Hemingway hasta 8 de enero de 2013. Anteriormente interpretó a Paul Fry durante el episodio "Time to Kill" en 2002. En 2015 apareció en la serie Banished, donde dio vida al mayor Ross.

## Filmografía

### Series de televisión
| Año         | Título                    | Personaje            | Notas                      |
| ----------- | ------------------------- | -------------------- | -------------------------- |
| 2015        | Banished                  | Mayor Ross           | 7 episodios                |
| 2014        | Law & Order: UK           | Maitland Cosby       | episodio "Bad Romance"     |
| 2011 - 2013 | Holby City                | Dr. Luc Hemingway    | 31 episodios               |
| 2011        | Mount Pleasant            | Mark                 | episodio # 1.6             |
| 2011        | The Romantics             | Lord Byron           | episodio "Eternity"        |
| 2011        | Campus                    | Matt Beer            | 5 episodios                |
| 2009        | Comedy Showcase           | Matthew Beer         | episodio "Campus"          |
| 2009        | Ashes to Ashes            | Dr. Battleford       | episodio # 2.2             |
| 2008        | Survivors                 | Jimmy Garland        | episodio # 1.4             |
| 2007 - 2008 | The Sarah Jane Adventures | Alan Jackson         | 12 episodios               |
| 2008        | Harley Street             | Jeff                 | episodio # 1.4             |
| 2008        | Midsomer Murders          | James Parkes         | episodio "Days of Misrule" |
| 2007        | Talk to Me                | Woody                | 4 episodios                |
| 2006        | New Tricks                | Tom Christie         | episodio "Old Dogs"        |
| 2005        | The Ghost Squad           | Oficial Vinny Thomas | episodio "Necessary Means" |
| 2005        | ShakespeaRe-Told          | Billy Banquo         | episodio "MacBeth"         |
| 2003        | Doctors                   | Steve Parkinson      | episodio "Back to Basics"  |
| 2002        | EastEnders                | Jason James          | 2 episodios                |
| 1999 - 2001 | Peak Practice             | Dr. Sam Morgan       | 23 episodios               |
| 1998        | In Exile                  | Raphael              | episodio # 1.4             |
| 1998        | Dressing for Breakfast    | Phillip              | -                          |

### Películas
| Año  | Título                                 | Personaje            | Notas                                                                           |
| ---- | -------------------------------------- | -------------------- | ------------------------------------------------------------------------------- |
| 2014 | The Rest                               | James                | junto a Shaun Dooley y Jill Halfpenny                                           |
| 2014 | Repercussion                           | Joe                  | junto a Sarah-Jane Potts                                                        |
| 2014 | Disaffected                            | Shane                | corto - junto a Eleanor Yates, Fiona Hampton, Chris MacDonald y Jessica Kirton  |
| 2013 | The Dead 2: India                      | Nicholas Burton      | junto a Meenu Mishra, Anand Krishna Goyal, Sandip Datta Gupta y Poonam Mathur   |
| 2013 | The Magnificent Eleven                 | Jefe de Bomberos     | junto a Sean Pertwee, Phillip Rhys, Robert Vaughn, Keith Allen & Paul Barber    |
| 2013 | Dead of the Nite                       | Detective Anderson   | junto a Tony Todd, Cicely Tennant, Claudio Pacifico & Paul Fox                  |
| 2013 | I Give It a Year                       | Charlie              | junto a Rose Byrne, Rafe Spall, Stephen Merchant, Minnie Driver & Jason Flemyng |
| 2012 | Mourning Rules                         | Mourner              | corto - junto a Montserrat Lombard & Olivia Poulet                              |
| 2010 | Reunited                               | Martin               | junto a Zoe Tapper                                                              |
| 2010 | Devil's Bridge                         | Sean                 | junto a David Schofield & Michael Jibson                                        |
| 2010 | S.N.U.B!                               | Bomb Disposal N.C.O. | junto a John Adams                                                              |
| 2009 | Enid                                   | Hanly Blyton         | junto a Helena Bonham Carter & Matthew Macfadyen                                |
| 2008 | Abraham's Point                        | Adam                 | junto a Christian McKay                                                         |
| 2008 | Telstar: The Joe Meek Story            | Doctor               | junto a Pam Ferris                                                              |
| 2006 | Casino Royale                          | Carter               | junto a Daniel Craig & Eva Green                                                |
| 1996 | La Belle Dame Sans Merci by John Keats | -                    | junto a Elizabeth Jasicki                                                       |

### Videojuegos
| Año  | Título                      | Personaje | Notas                           |
| ---- | --------------------------- | --------- | ------------------------------- |
| 2016 | Squadron 42                 | -         | prestó su voz para el personaje |
| 2011 | Star Wars: The Old Republic |           | prestó su voz para el personaje |
| 2010 | Fable III                   |           | prestó su voz para el personaje |
| 2008 | Quantum of Solace           | Carter    |                                 |

### Productor
| Año  | Título           | Notas               |
| ---- | ---------------- | ------------------- |
| 2012 | Dead of the Nite | productor ejecutivo |
| 2001 | Summer Rain      | productor asociado  |

### Teatro
| Año         | Obra                          | Personaje           | Director (es)                 | Teatro               | Notas                                              |
| ----------- | ----------------------------- | ------------------- | ----------------------------- | -------------------- | -------------------------------------------------- |
| 2011        | Rocket to the Moon            | Ben Stark           | Angus Ferguson                | National Theatre     | junto a Keeley Hawes                               |
| 2010        | Love Never Dies               | Raoul               | Jack O'Brien                  | Adelphi Theatre      | -                                                  |
| 2009        | The Priory                    | Daniel              | Jeremy Herrin                 | Royal Court Theatre  | -                                                  |
| 2009        | Judgement Day                 | Thomas              | James MacDonald               | Almeida Theatre      | -                                                  |
| 2009        | The Fairy Queen               | Oberon              | Jonathan Kent                 | Glyndebourne Theatre | -                                                  |
| 2009        | Every Good Boy Deserves...    | Alexander           | Felix Barrett y Tom Morris    | National Theatre     | -                                                  |
| 2008        | Hamlet                        | Hamlet              | Bill Buckhurst                | Stafford C. Theatre  | -                                                  |
| 2008        | Possessed                     | Gabriel             | Helen Eastman                 | Oxford P. Theatre    | -                                                  |
| 2008        | Fear and Misery               | Harry               | Dominic Cooke                 | Royal Court Theatre  | -                                                  |
| 2007 - 2008 | Cinderella                    | Príncipe Encantador | Fiona Laird                   | Old Vic Theatre      | -                                                  |
| 2007        | Thank God It's Friday         | Michael             | Noah Birksted-Breen           | Hampstead Theatre    | -                                                  |
| 2007        | Punchlines                    | -                   | -                             | Bush Theatre         | -                                                  |
| 2006        | Much Ado About Nothing        | Benedick            | Marianne Elliot               | Novello Theatre      | -                                                  |
| 2006        | King John                     | Bastardo            | Josie Rourke                  | National Theatre     | junto a Sorcha Cusack y Richard McCabe             |
| 2006        | Romeo & Juliet                | -                   | Katrina Lindsay               | RSC Theatre          | junto a Rupert Evans y Sorcha Cusack               |
| 2005        | Pillars of the Community      | Johan               | Marianne Elliott              | National Theatre     | -                                                  |
| 2005        | Richard II                    | Bolingbroke         | Steven Berkoff                | Ludlow Theatre       | -                                                  |
| 2004 - 2005 | House of Desires              | Don Carlos          | Nancy Meckler                 | RSC Theatre          | -                                                  |
| 2004 - 2005 | The Dog in the Manger         | Tedore              | Lawrence Boswell              | RSC Theatre          | -                                                  |
| 2004 - 2005 | Pedro the Grant Pretender     | Rey/Beggar          | Mike Alfreds                  | RSC Theatre          | -                                                  |
| 2003 - 2004 | As You Like It                | Orlando             | Peter Hall                    | Theatre Royal        | junto a Rebecca Hall, Eric Sykes y Rebecca Callard |
| 2003        | Cold Meat Party               | Brynn               | Braham Murray                 | Royal Exchanged      | -                                                  |
| 2003        | Cuckoos                       | -                   | Peter Hall & Joe Hill-Gibbins | Theatre Royal        | junto a Rebecca Hall y Jessica Turner              |
| 2003        | The Seagull                   | Medvedenko          | Gregory Hersov                | Royal Exchanged      | -                                                  |
| 2002        | The Lifted Veil               | Latimer             | Tim Heath                     | -                    | -                                                  |
| 2002        | The Clearing                  | Robert              | Polly Teale                   | -                    | -                                                  |
| 2001        | Four Knights In Knaresborough | Morville            | Paul Miller                   | Tricycle Theatre     | -                                                  |
| 2001        | Mill On The Floss             | Stephen             | N. Meckler & P. Teale         | -                    | -                                                  |
| 1999 - 2000 | Monogamy                      | Paul                | Stuart Mullins                | -                    | junto a Caroline Fitzgerald                        |
| 1998        | The Talented Mr. Ripley       | Dickie              | Giles Croft                   | Watford P. Theatre   | -                                                  |
| 1998        | Inspector Hound/Black Comedy  | -                   | Greg Doran                    | Comedy Theatre       | -                                                  |
| 1998        | Gasping                       | Sandy               | Paul Jepson                   | Watford P. Theatre   | -                                                  |
| 1997        | The Beaux Stratagem           | Archer              | Peter Benedict                | Open Air Theatre     | -                                                  |
| 1997        | Salad Days                    | Nigels              | Ned Sherrin                   | -                    | junto a Caroline Fitzgerald                        |
| 1996        | The Fantasticks               | Matt                | Dan Crawford                  | Kings Head Theatre   | -                                                  |
| 1996        | The Rivals                    | Jack                | Ben Crocker                   | MTC National Tour    | -                                                  |
| 1995        | David Copperfield             | Steerforth          | Matthew Francis               | Greenwich Theatre    | -                                                  |
| 1995        | Loot                          | Dennis              | Ben Crocker                   | MTC National Tour    | -                                                  |
| 1995        | The Dramatist                 | Neville             | Ben Crocker                   | MTC National Tour    | -                                                  |
| -           | Cinderella                    | Príncipe            | Philip Dart                   | Buxton Opera House   | -                                                  |

## Premios y nominaciones
| Año  | Categoría                          | Premio                   | Obra            | Resultado |
| ---- | ---------------------------------- | ------------------------ | --------------- | --------- |
| 2011 | Best Supporting Actor in a Musical | What's On Stage Awards   | Love Never Dies | Ganador   |
| 2003 | Best Classical Actor Under 30      | RSC Ian Charleston Award | As You Like it  | Nominado  |